# 從三位
從三位為日本品秩與神階的一種，位於正三位之下、正四位之上。律令制度中曾任參議或從三位以上便可稱為公卿，追贈時則稱為贈從三位。

## 解說
律令制下從三位以上被稱為貴，也就是所謂上級貴族的位階。以勳等來說就是勳二等，擁有正四位上參議或從三位以上官位的公卿，又被稱為上達部。
律令制度下，正四位上參議或從三位以上者於姓氏後擁有朝臣稱呼，名諱之後則擁有卿之敬稱，而擔任過大臣者的敬稱為公。從四位以上而非公卿者，則在姓氏與名諱後皆接朝臣。另外，三位以上的公卿去世時，和皇族一樣使用薨去一詞，並稱呼為「三位殿」或「三位樣」。從三位以上者可以在自家設立政所，並雇請家司管理家中事務。
和從三位相當的官職為大宰帥、彈正尹、中納言、左右近衛大將等，實際上太宰帥通常由親王擔任，近衛大將通常由左大臣與右大臣兼任，所以通常從三位為左右近衛中將。因此稱呼從三位的中將為三位中將。
平安時代的平清盛為首次成為公卿一員的武士，在此之前源氏、平氏最高都只有正四位。隨著平家一門位列三位以上，當時攝津源氏的源賴政也成為首位昇至從三位的源氏。作為異例，世稱源三位（げんざんみ）。
室町時代以後、從三位為歷代足利將軍家連枝或鎌倉公方之位，另外三管領筆頭斯波氏的斯波義重、斯波義敏也獲得此位，作為管領而支配幕政的畠山持國也升為從三位。另外室町時代後期的赤松政則等，也是足利氏以外的大名也可獲得此位的例子。
戰國時代初期至中期之後更是逐漸頻繁，如大内義興、若狹國的武田元信、日向國的伊東義祐都是例子。不僅如此，事實上大内義隆之後還昇至從二位。最後昇至右大臣的織田信長也曾經擁有此位，其嫡長子織田信忠後來也成為從三位左近衛中將。
首位武家出身的關白豐臣秀吉統一天下後，其一門或上杉景勝、毛利輝元等大名便獲得從三位。
江戸幕府時征夷大將軍的嫡孫、御三家、御三卿、或以將軍女兒為正室的加賀藩藩主皆獲得此位。此時期亦有出現本身沒有任何官職而獲封從三位的女性，例如江戶幕府第三代將軍德川家光的乳娘－春日局。
近代從三位在爵位上來說相當於子爵，而對軍人來說是和陸軍上將相當。
今天則主要作為國會議員、各都道府縣知事或學者等擁有勳二等或相當功績者逝世後追贈之用。

## 外部連結
- 位階令